# مرکلینگن
مرکلینگن (به آلمانی: Merklingen) یک شهر در آلمان است که در الب-دانو-کریس واقع شده‌است. مرکلینگن ۱٬۸۷۰ نفر جمعیت دارد.